# Sohey Sugihara
Sohey Sugihara、ソウヘイ・スギハラ（そうへい すぎはら）は、日本のダンサー、振付師。本名は杉原 壮平（すぎはら そうへい）。北海道旭川市出身。アメリカ・ロサンゼルスを拠点に活動。
2010年にアーティストビザを取得し、ジャネット・ジャクソン、ジャスティン・ビーバー、ジェイソン・デルーロ、アッシャーなどさまざまなアーティストと共演するほか、テレビ番組（『アメリカズ・ベスト・ダンス・クルー』）、TVCMなどにも出演。それ以外にもダンス講師としても世界中でワークショップを展開するなど、幅広く活動している。
ダンススタイルは、Jazz funk、Hip Hop、Waacking、Houseなど。

## 来歴
1998年、ダンスを始める。
2003年、16歳の時に本格的にストリートダンスを始め、完全にその世界にのめりこむ。ユニット、チームを自らつくり、主に地元旭川や札幌を拠点に活動。
2004年、東京で行われたDance Tribe Grand Prixで特別賞を受賞。
2007年、単身渡米してからは、ロサンゼルスにてダンスと英語の修行に明け暮れる。
2008年ブリトニー・スピアーズの長年の振付師アンドレ・フェンテスに見初められ、アシスタントとしてブリトニーのミュージックビデオ「Womanizer」「Circus」に参加。そしてブリトニー本人のアシスタントも務めるようになる。
2010年、アメリカで働くことができる“アーティスト・ビザ”を取得。かつての夢だったジャネット・ジャクソンのバックダンサーとして起用される。それ以降も、さまざまなアーティスト(ジャスティン・ビーバー、ジェイソン・デルーロ、ジェニファー・ロペス 等)、テレビ番組、CMなど幅広く活動。
2011年にはブリトニーのワールド・ツアー”Femme Fatale Tour”で北米、ヨーロッパ、中東、南米と世界中を回る。
2012年、ダンスクルー Fanny Pak (ファニー・パック)の一員として アメリカのダンス番組 “America’s Best Dance Crew” に出演。独特のスタイルと振りつけで全米を魅了し、見事5位に入賞する。
2013年からは再びブリトニーのバックダンサーに抜擢され、ラスベガスにて行われているショー“Piece Of Me” に参加。2年間のロングランで、世界各国から訪れるファンを魅了。
2015年5月、9月から始まるマドンナのワールドツアー”Rebel Heart Tour”に参加するために2年契約の終了前にブリトニーの元を離れることになる。きっかけは、YouTubeで自分の曲で踊っているSoheyをマドンナ自身が見つけ、関係者を通じて連絡してきたことだった。実はマドンナの前回のツアーのオーディションを受けていたが、その時は不合格だった。
翌年２月には、そのツアーで念願であった凱旋公演も果たす。
2019年から2020年にかけては再びマドンナの ”Madame X Tour” に参加。
2020年夏、同じくロサンゼルスでプロダンサーとして活躍するMaho Udo、Ai Shimatsu と共にMAS_TAMEdia (マスタメディア)を始動。アメリカ在住の3人だからこそ伝えられる情報をポッドキャスト・YouTubeのコンテンツとして毎週発信している。

## 主な出演

### ツアー
- ブリトニー・スピアーズ - Femme Fatale Tour（2011）
- マドンナ - Rebel Heart Tour（2015 - 2016）

### ライブステージ（イベント、テレビ番組など）
- ジャネット・ジャクソン
- ジャスティン・ビーバー
- ジェイソン・デルーロ
- アッシャー
- テレビ番組「America’s Best Dance Crew」 - Fanny Pak（ファニー・パック）というダンスクルーで出演
- ブリトニー・スピアーズ - ラスベガス「プラネット・ハリウッド・リゾート&カジノ」での常設ショー「Piece Of Me」（2013 - 2015）

### ミュージックビデオ
- ブリトニー・スピアーズ「Womanizer」「Circus」